# Alfred Ely Beach
Alfred Ely Beach (1 de septiembre de 1826 - 1 de enero de 1896) fue un inventor, editor y abogado de patentes estadounidense, conocido por su diseño del Transporte neumático de Beach, predecesor del Metro de Nueva York. Miembro de la Union League de Nueva York, también patentó una máquina de escribir para ciegos y un sistema para calentar agua con energía solar.

## Primeros años
Beach nació en Springfield (Massachusetts) y era hijo de un destacado editor, Moses Yale Beach. Alfred Beach trabajó para su padre hasta que con un amigo, Orson Desaix Munn, decidieron comprar Scientific American, una publicación relativamente nueva. También incorporó a la empresa a Salem Howe Wales, presidente del Departamento de los Muelles de Nueva York y cofundador del Museo Metropolitano de Arte. Dirigieron la revista Scientific American hasta su muerte décadas después, y sus hijos y nietos continuaron durante décadas más. Munn and Beach también estableció una agencia de patentes muy exitosa. El propio Beach patentó algunos de sus inventos, en particular, una de las primeras máquinas de escribir diseñadas para ciegos, y diseñó y construyó uno de los primeros escudos tuneladores del mundo en el mismo año que el famoso ingeniero James Henry Greathead.
Después de la Guerra de Secesión, fundó una escuela para esclavos liberados en Savannah, el Beach Institute, que ahora es la sede de la Fundación King-Tisdell Cottage.

## Invención de un ferrocarril subterráneo
El invento más famoso de Beach fue el primer sistema subterráneo de transporte de Nueva York, conocido como el transporte neumático de Beach. Esta idea surgió a finales de la década de 1860, cuando el tráfico en Nueva York era una pesadilla, especialmente en su arteria central de Broadway. Beach fue uno de los pocos visionarios que propusieron construir un ferrocarril subterráneo debajo de Broadway para ayudar a aliviar la congestión del tráfico. La inspiración fue el Metropolitan Railway subterráneo de Londres pero, en contraste con el sistema de la capital británica y de otras propuestas para Nueva York, Beach propuso el uso de trenes propulsados por un sistema neumático (en lugar de locomotoras de vapor convencionales), y para cuya construcción se utilizó un escudo tunelador de su invención con el fin de minimizar las molestias generadas al tráfico en las calles.
Beach usó un diseño circular basado en el escudo rectangular de Marc Isambard Brunel, que puede representar el cambio en el diseño de rectangular a cilíndrico. No estaba claro cuándo o quién hizo la transición del diseño del escudo de túneles de rectangular a circular hasta que "The New York Times" escribió un artículo que describía el escudo de túneles Beach original en 1870.
Beach también se interesó por los tubos neumáticos para el transporte de cartas y paquetes, otra idea puesta en marcha recientemente en Londres. Se negó a sobornar a "Boss" Tweed para que aprobara su propuesta, y preparó una forma de eludir al político construyendo furtivamente su túnel. Con una franquicia del estado, comenzó la construcción de un túnel para pequeños tubos neumáticos en 1869, pero lo desvió hacia una demostración de un ferrocarril de pasajeros que se inauguró el 26 de febrero de 1870. Para construir un ferrocarril de pasajeros necesitaba una franquicia diferente, algo por lo que presionó durante cuatro sesiones legislativas, de 1870 a 1873. La construcción del túnel era obvia a partir de los materiales que se entregaron en Warren Street, cerca de Broadway, y se documentó en informes periodísticos, pero Beach mantuvo todos los detalles en secreto hasta que el New York Tribune publicó un artículo unas semanas antes de abrir.

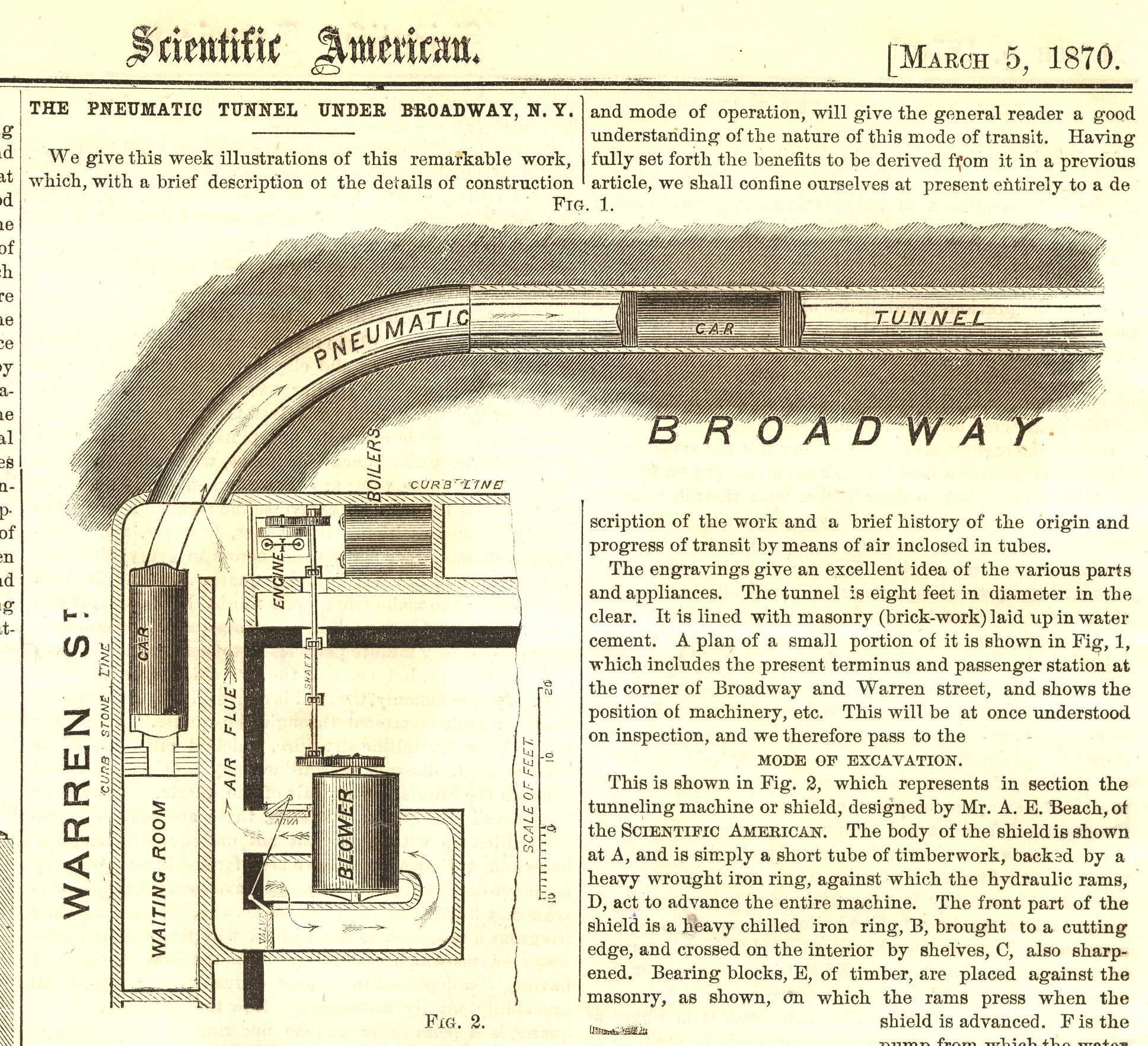
Plano de la estación y túnel del sistema de Transporte Neumático de Beach

En 1870, el senador del estado de Nueva York, William M. Tweed, presentó un proyecto de ley para financiar la construcción del metro de Beach que no fue aprobado. A finales de 1871, la maquinaria política de Tammany Hall controlada por Tweed cayó en desgracia y, a partir de entonces, Beach, en un esfuerzo por obtener el apoyo de los reformadores, afirmó que Tweed se había opuesto a su metro. La verdadera oposición al subterráneo provino de propietarios políticamente conectados en Broadway, encabezados por Alexander Turney Stewart y John Jacob Astor III, quienes temían que la construcción de túneles dañaría a los edificios e interferiría con el tráfico de superficie. Los proyectos de ley para el metro de Beach fueron aprobados por la legislatura en 1871 y 1872, pero fueron vetados por el gobernador John Thompson Hoffman, quien argumentó que otorgaban demasiados derechos sin compensar a la ciudad o al estado. En 1873, el gobernador John Adams Dix firmó un proyecto de ley similar, pero Beach no pudo recaudar fondos para construir su sistema de transporte durante los siguientes seis meses, y luego el Pánico de 1873 secó los mercados financieros.
Durante este mismo tiempo, otros inversores habían construido un tren elevado en Greenwich Street y la Novena Avenida, que funcionó con éxito con una pequeña máquina de vapor a partir de 1870. Este ferrocarril elevado le dio una idea a James Henry Greathead para el Docker's Umbrella en Liverpool, que era una idea similar para un ferrocarril elevado con el fin de aliviar la congestión del tráfico urbano en Inglaterra. Los propietarios adinerados no se opusieron al ferrocarril de la ciudad de Nueva York lejos de Broadway y, a mediados de la década de 1870, parecía que los ferrocarriles elevados eran prácticos y los subterráneos no, estableciendo el patrón para el rápido desarrollo del tránsito en la ciudad de Nueva York para el resto del siglo XIX.
Beach operó su tren de demostración desde febrero de 1870 hasta abril de 1873. Tenía una estación en el sótano de la tienda de ropa Devlin, un edificio en la esquina suroeste de Broadway y Warren Street, y recorría un total de unos 300 pies (91,4 m), primero alrededor de un tramo curvo hasta el centro de Broadway y luego con un tramo recto por debajo del centro de Broadway hacia el lado sur de Murray Street. El antiguo edificio de Devlin fue destruido por un incendio en 1898. En 1912, los trabajadores de Degnon Contracting excavaron el túnel propiamente dicho durante la construcción de una línea de metro que pasa por debajo de Broadway. El túnel estaba completamente dentro de los límites de la actual estación de City Hall debajo de Broadway. El tubo neumático británico tampoco logró atraer mucha atención y finalmente quedó en mal estado y desprestigiado a pesar de que el Royal Mail había contratado su uso. Finalmente, el experimento inglés fracasó debido a problemas técnicos y a la falta de fondos.
Gran parte de la historia del metro de Beach fue recordada como precedente del posterior ferrocarril suburbano por Lawrence Edwards en su artículo principal de la edición de agosto de 1965 del Scientific American, que describía su invención del Transporte por Gravedad-Vacío.
El escudo tunelador de Beach, similar a la idea de patente inglesa de 1864 de Barlow, se utilizó en la construcción del Túnel de St. Clair en el Ferrocarril Grand Trunk de Canadá entre Port Huron y Sarnia, Ontario. Este túnel se inauguró en 1890.
En enero de 1887, Beach permitió que su hijo y seis amigos fundaran un club náutico en su propiedad de Stratford (Connecticut). El club náutico Housatonic es el club náutico en funcionamiento más antiguo de Connecticut, y compró el terreno a la finca Beach en 1954.

## Fallecimiento
Beach murió de neumonía el 1 de enero de 1896, en Nueva York a la edad de 69 años.